# Marcello Romano
Marcello Romano (* 15. August 1965 in Conceição do Mato Dentro) ist ein brasilianischer Geistlicher und emeritierter römisch-katholischer Bischof von Araçuaí.

## Leben
Marcello Romano empfing am 24. Juni 1994 die Priesterweihe.
Papst Benedikt XVI. ernannte ihn am 13. Juni 2012 zum Bischof von Araçuaí. Die Bischofsweihe spendete ihm der Bischof von Caratinga, Emanuel Messias de Oliveira, am 8. September desselben Jahres; Mitkonsekratoren waren José Maria Pires, Alterzbischof von Paraíba, und Jeremias Antônio de Jesus, Bischof von Guanhães. Als Wahlspruch wählte er Facere amare amari.
Am 25. März 2020 nahm Papst Franziskus das von Marcello Romano vorgebrachte Rücktrittsgesuch an.